# Noé Sow
Noé Sow, né le 18 décembre 1998, est un footballeur franco-sénégalais évoluant principalement en tant que défenseur central au FC Sion.

## Carrière professionnelle

### Formation
Noé Sow découvre le football à la Fleur de Genêt Bannalec, club où entraine son père Magueye. 
Formé au milieu de terrain au Stade rennais à partir de 2014, Noé Sow reste deux ans au sein du club breton, évoluant avec les U19 lors de sa dernière saison rennaise. Sow estime qu'il n'était pas prêt pour les exigences du football professionnel à cette époque : 
« J’avais 17 ans, je manquais de maturité physique, je n’étais pas grand ni costaud. Et puis de maturité aussi sur le plan mental : après tout, j’étais arrivé à 13 ans à Rennes… Je n’étais pas prêt à l’époque mais ce n’est pas plus mal. J’ai fait mon parcours derrière. Il est atypique mais il a façonné la personne que je suis devenu aujourd’hui. Je ne regrette rien. »
Par la suite, Sow poursuit sa carrière en rejoignant le Football Club quimperlois, puis le Plouzané AFC.
Il évolue pendant deux saisons au Stade plabennécois, confirmant ainsi son potentiel après une reconversion réussie au poste de défenseur central.
Lors de sa première saison en 2019-2020, le Stade plabennécois parvient à accéder au niveau National 2. Malheureusement, la saison 2020-2021 est annulée en raison de la pandémie de Covid-19. Toutefois, Sow se distingue en tant que défenseur doté d'un fort potentiel de progression.

### Stade brestois
Ainsi, il est remarqué par Michel Der Zakarian, alors entraineur du Stade brestois, qui le fait venir pour la saison 2021-2022 dans le cadre d'un partenariat entre les deux clubs. Initialement prévu pour évoluer en National 3, sous les ordres de Bruno Grougi, Sow intègre finalement le groupe pro.

### Pau FC
Le 26 juin 2022 , Sow appose sa signature sur son premier contrat professionnel avec le Pau FC. Il fait ses débuts en tant que joueur professionnel avec Pau lors d'une défaite 0-4 en Ligue 2 contre l'EA Guingamp le 30 juillet 2022. Sa première titularisation a lieu face au Stade Malherbe Caen au Stade Michel-d'Ornano.
Initialement considéré comme le quatrième défenseur dans la hiérarchie établie par Didier Tholot, Sow parvient à s'imposer dans l'équipe de départ du club béarnais grâce à la blessure du capitaine Antoine Batisse et à un changement tactique vers un système en 3-5-2. Il forme une charnière centrale prometteuse aux côtés de Jean Ruiz. 
Sa saison de découverte de la Ligue 2 s'est avérée globalement satisfaisante. Toutefois, Noé Sow subit une grave blessure au ligament croisé. Sa convalescence est estimée à six mois. Il ne jouera que deux matchs avec l'équipe professionnelle lors de la saison 2023-2024 et ne sera donc pas conservé à la fin de son contrat.

### FC Sion
Lors de l'été 2024, Sow signe libre au FC Sion en première division suisse pour un contrat d'une saison.

## Vie privée
Né en France, Sow est d'origine sénégalaise.